# Snowboard aux Jeux olympiques de 2014 - Slalom parallèle hommes
Le slalom parallèle masculin des Jeux olympiques d'hiver de 2014 a lieu le 22 février 2014 à 09 h 00 puis à 13 h 15 au Parc de snowboard et centre pour le freestyle X-treme. C'est la première fois que l'épreuve est au programme des Jeux olympiques d'hiver. Le Russe Vic Wild, déjà champion olympique du slalom géant parallèle, remporte l'épreuve devant le Slovène Žan Košir et l'Autrichien Benjamin Karl.

## Médaillés
| Or             | Argent          | Bronze              |
| Vic Wild (RUS) | Žan Košir (SLO) | Benjamin Karl (AUT) |

## Résultats
L'épreuve commence à 9 h 42.

### Qualification
Q — Qualifié pour les huitièmes de finale
DSQ — Disqualifié
| Rang | Dossard | Athlète            | Nationalité  | Parcours rouge | Parcours bleu | Total         | Notes |
| ---- | ------- | ------------------ | ------------ | -------------- | ------------- | ------------- | ----- |
| 1    | 3       | Vic Wild           | Russie       | 28 s 20        | 29 s 76       | 57 s 96       | Q     |
| 2    | 7       | Žan Košir          | Slovénie     | 28 s 74        | 30 s 18       | 58 s 92       | Q     |
| 3    | 2       | Lukas Mathies      | Autriche     | 29 s 48        | 29 s 45       | 58 s 93       | Q     |
| 4    | 1       | Benjamin Karl      | Autriche     | 28 s 81        | 30 s 14       | 58 s 95       | Q     |
| 5    | 21      | Patrick Bussler    | Allemagne    | 29 s 34        | 29 s 67       | 59 s 01       | Q     |
| 6    | 8       | Simon Schoch       | Suisse       | 30 s 03        | 29 s 05       | 59 s 08       | Q     |
| 7    | 9       | Nevin Galmarini    | Suisse       | 29 s 05        | 30 s 08       | 59 s 13       | Q     |
| 8    | 18      | Kaspar Fluetsch    | Suisse       | 30 s 14        | 29 s 24       | 59 s 38       | Q     |
| 9    | 12      | Roland Fischnaller | Italie       | 29 s 57        | 29 s 86       | 59 s 43       | Q     |
| 10   | 11      | Sylvain Dufour     | France       | 29 s 73        | 29 s 70       | 59 s 43       | Q     |
| 11   | 13      | Aaron March        | Italie       | 29 s 52        | 29 s 92       | 59 s 44       | Q     |
| 12   | 5       | Rok Marguc         | Slovénie     | 29 s 78        | 29 s 74       | 59 s 52       | Q     |
| 13   | 10      | Andreas Prommegger | Autriche     | 30 s 26        | 29 s 32       | 59 s 58       | Q     |
| 14   | 23      | Stefan Baumeister  | Allemagne    | 29 s 70        | 30 s 02       | 59 s 72       | Q     |
| 15   | 22      | Jasey Jay Anderson | Canada       | 29 s 71        | 30 s 06       | 59 s 77       | Q     |
| 16   | 17      | Michael Lambert    | Canada       | 29 s 61        | 30 s 19       | 59 s 80       | Q     |
| 17   | 15      | Anton Unterkofler  | Autriche     | 30 s 10        | 29 s 70       | 59 s 80       |       |
| 18   | 4       | Matthew Morison    | Canada       | 30 s 00        | 29 s 96       | 59 s 96       |       |
| 19   | 32      | Yosyf Penyak       | Ukraine      | 30 s 86        | 29 s 31       | 1 min 00 s 17 |       |
| 20   | 24      | Christoph Mick     | Italie       | 30 s 15        | 30 s 07       | 1 min 00 s 22 |       |
| 21   | 31      | Radoslav Yankov    | Bulgarie     | 30 s 19        | 30 s 05       | 1 min 00 s 24 |       |
| 22   | 20      | Rok Flander        | Slovénie     | 30 s 64        | 29 s 66       | 1 min 00 s 30 |       |
| 23   | 27      | Bong-Shik Shin     | Corée du Sud | 29 s 76        | 30 s 56       | 1 min 00 s 32 |       |
| 24   | 14      | Alexander Bergmann | Allemagne    | 30 s 42        | 30 s 18       | 1 min 00 s 60 |       |
| 25   | 25      | Meinhard Erlacher  | Italie       | 30 s 54        | 30 s 08       | 1 min 00 s 62 |       |
| 26   | 29      | Sang-Kyum Kim      | Corée du Sud | 31 s 06        | 31 s 29       | 1 min 02 s 35 |       |
| 27   | 26      | Andrey Sobolev     | Russie       | 29 s 02        | 33 s 68       | 1 min 02 s 70 |       |
| 28   | 16      | Stanislav Detkov   | Russie       | 31 s 03        | DSQ           | DSQ           | DSQ   |
|      | 30      | Izidor Sustersic   | Slovénie     | DSQ            | —             | DSQ           | DSQ   |
|      | 28      | Valery Kolegov     | Russie       | DSQ            | —             | DSQ           | DSQ   |
|      | 19      | Philipp Schoch     | Suisse       | —              | DSQ           | DSQ           | DSQ   |
|      | 6       | Justin Reiter      | États-Unis   | DSQ            | —             | DSQ           | DSQ   |

### Manches à élimination directe
| Huitièmes de finale | Huitièmes de finale | Huitièmes de finale |  |  | Quarts de finale | Quarts de finale  | Quarts de finale |  |  | Demi-finales | Demi-finales | Demi-finales |  |                 | Finales         | Finales         | Finales  |
|                     |                     |                     |  |  |                  |                   |                  |  |  |              |              |              |  |                 |                 |                 |          |
| 1                   | Wild (RUS)          |                     |  |  |                  |                   |                  |  |  |              |              |              |  |                 |                 |                 |          |
| 16                  | Lambert (CAN)       | +1 s 78             |  |  | 1                | Wild (RUS)        |                  |  |  |              |              |              |  |                 |                 |                 |          |
| 8                   | Flütsch (SUI)       | +0 s 11             |  |  | 9                | Fischnaller (ITA) | +0 s 52          |  |  |              |              |              |  |                 |                 |                 |          |
| 9                   | Fischnaller (ITA)   |                     |  |  |                  |                   |                  |  |  | 1            | Wild (RUS)   |              |  |                 |                 |                 |          |
| 5                   | Bussler (GER)       |                     |  |  |                  |                   |                  |  |  | 4            | Karl (AUT)   | +0 s 04      |  |                 |                 |                 |          |
| 12                  | Marguč (SLO)        | +0 s 84             |  |  | 5                | Bussler (GER)     | +0 s 15          |  |  |              |              |              |  |                 |                 |                 |          |
| 4                   | Karl (AUT)          |                     |  |  | 4                | Karl (AUT)        |                  |  |  |              |              |              |  |                 |                 |                 |          |
| 13                  | Prommegger (AUT)    | +0 s 19             |  |  |                  |                   |                  |  |  |              |              |              |  |                 | 1               | Wild (RUS)      |          |
| 3                   | Mathies (AUT)       |                     |  |  |                  |                   |                  |  |  |              |              |              |  |                 | 2               | Košir (SLO)     | +0 s 11  |
| 14                  | Baumeister (GER)    | +0 s 45             |  |  | 3                | Mathies (AUT)     | +0 s 29          |  |  |              |              |              |  |                 |                 |                 |          |
| 6                   | Schoch (SUI)        | DSQ                 |  |  | 11               | March (ITA)       |                  |  |  |              |              |              |  |                 |                 |                 |          |
| 11                  | March (ITA)         |                     |  |  |                  |                   |                  |  |  | 11           | March (ITA)  | DSQ          |  |                 |                 |                 |          |
| 7                   | Galmarini (SUI)     |                     |  |  |                  |                   |                  |  |  | 2            | Košir (SLO)  |              |  |                 |                 |                 |          |
| 10                  | Dufour (FRA)        | DSQ                 |  |  | 7                | Galmarini (SUI)   | +0 s 20          |  |  |              |              |              |  | Troisième place | Troisième place | Troisième place |          |
| 2                   | Košir (SLO)         |                     |  |  | 2                | Košir (SLO)       |                  |  |  |              |              |              |  |                 | 4               | Karl (AUT)      |          |
| 15                  | Anderson (CAN)      | +0 s 44             |  |  |                  |                   |                  |  |  |              |              |              |  |                 | 11              | March (ITA)     | +16 s 25 |

### Classement final
| Rang                                | Dossard | Athlète            | Nationalité  |
| ----------------------------------- | ------- | ------------------ | ------------ |
| Médaille d'or, Jeux olympiques      | 3       | Vic Wild           | Russie       |
| Médaille d'argent, Jeux olympiques  | 7       | Žan Košir          | Slovénie     |
| Médaille de bronze, Jeux olympiques | 1       | Benjamin Karl      | Autriche     |
| 4                                   | 13      | Aaron March        | Italie       |
| 5                                   | 2       | Lukas Mathies      | Autriche     |
| 6                                   | 21      | Patrick Bussler    | Allemagne    |
| 7                                   | 9       | Nevin Galmarini    | Suisse       |
| 8                                   | 12      | Roland Fischnaller | Italie       |
| 9                                   | 8       | Simon Schoch       | Suisse       |
| 10                                  | 18      | Kaspar Fluetsch    | Suisse       |
| 11                                  | 11      | Sylvain Dufour     | France       |
| 12                                  | 5       | Rok Marguc         | Slovénie     |
| 13                                  | 10      | Andreas Prommegger | Autriche     |
| 14                                  | 23      | Stefan Baumeister  | Allemagne    |
| 15                                  | 22      | Jasey Jay Anderson | Canada       |
| 16                                  | 17      | Michael Lambert    | Canada       |
| 17                                  | 15      | Anton Unterkofler  | Autriche     |
| 18                                  | 4       | Matthew Morison    | Canada       |
| 19                                  | 32      | Yosyf Penyak       | Ukraine      |
| 20                                  | 24      | Christoph Mick     | Italie       |
| 21                                  | 31      | Radoslav Yankov    | Bulgarie     |
| 22                                  | 20      | Rok Flander        | Slovénie     |
| 23                                  | 27      | Bong-Shik Shin     | Corée du Sud |
| 24                                  | 14      | Alexander Bergmann | Allemagne    |
| 25                                  | 25      | Meinhard Erlacher  | Italie       |
| 26                                  | 29      | Sang-Kyum Kim      | Corée du Sud |
| 27                                  | 26      | Andrey Sobolev     | Russie       |
| 28                                  | 16      | Stanislav Detkov   | Russie       |
| 29                                  | 30      | Izidor Sustersic   | Slovénie     |
| 30                                  | 28      | Valery Kolegov     | Russie       |
| 31                                  | 19      | Philipp Schoch     | Suisse       |
| 32                                  | 6       | Justin Reiter      | États-Unis   |